# 민족문제연구소의 친일인명사전 수록자 명단 - 매국
민족문제연구소의 친일인명사전 수록자 명단 - 매국은 2009년 11월 8일에 민족문제연구소가 발간한 친일인명사전 수록자 명단 중 을사조약과 한일신협약, 한일 병합 조약이 체결되는 과정에 가담한 이들의 명단이다.

## 매국 분야 목록 (15명)

### 을사오적 (5명)
- 권중현 (權重顯) - 수작/습작, 중추원
- 박제순 (朴齊純) - 수작/습작, 종교
- 이근택 (李根澤) - 수작/습작, 중추원
- 이완용 (李完用) - 수작/습작, 중추원
- 이지용 (李址鎔) - 수작/습작, 중추원

### 정미칠적 (7명)
- 고영희 (高永喜) - 수작/습작, 중추원
- 송병준 (宋秉畯) - 수작/습작, 중추원
- 이병무 (李秉武) - 수작/습작
- 이완용 (李完用) - 수작/습작, 중추원
- 이재곤 (李載崑) - 수작/습작, 중추원
- 임선준 (任善準) - 수작/습작, 중추원
- 조중응 (趙重應) - 수작/습작, 중추원

### 경술국적 (9명)
- 고영희 (高永喜) - 수작/습작, 중추원
- 민병석 (閔丙奭) - 수작/습작, 중추원
- 박제순 (朴齊純) - 수작/습작, 종교
- 윤덕영 (尹德榮) - 수작/습작, 중추원, 제국의회
- 이병무 (李秉武) - 수작/습작
- 이완용 (李完用) - 수작/습작, 중추원
- 이재면 (李載冕)
- 조민희 (趙民熙) - 수작/습작, 중추원
- 조중응 (趙重應) - 수작/습작, 중추원

## 같이 보기
- 대한민국 정부 발표 친일반민족행위자 명단 - 정치
- 조선귀족